# Área metropolitana de San Juan (Puerto Rico)
El área metropolitana  de San Juan, abreviado AMSJ, también conocida como el Área Metro de San Juan  en el Estado Libre Asociado de Puerto Rico es la denominación genérica que refiere a la ciudad puertorriqueña que comprende a San Juan y su conurbación sobre los municipios de Bayamón, Carolina, Cataño, Guaynabo y Trujillo Alto, en algunos casos también se le incluye a Toa Baja, sin constituir en su conjunto una unidad administrativa. Esta se da en todas las direcciones posibles (Sur, Oeste y Este; al Norte se ve limitada por el Océano Atlántico).
El Área Metropilitana de San Juan, se convirtió en uno de los polos industriales y económicos más dinámicos y competitivos que tiene Puerto Rico y las Antillas y, en términos nominales, la primera y más grande de la región Centroamericana y del Caribe y una de las más grandes de Latinoamérica pese a su tamaño. Según el Banco Mundial es una economía de alto ingreso no perteneciente a la OECD.

## Municipios del Área Metro de San Juan
Cinco (5) municipios completamente urbanizados e integrados que rodean a la ciudad de San Juan, componen el «Área Metro de San Juan»:
- Bayamón
- Carolina
- Cataño
- Guaynabo
- Trujillo Alto

## Área metropolitana de San Juan-Caguas-Guaynabo
El área metropolitana definida por la Oficina del Censo de los Estados Unidos y la Oficina de Administración y Presupuesto (OMB) denominada «Área Estadística Metropolitana de San Juan-Caguas-Guaynabo», es una Área Estadística Metropolitana centrada en la ciudad de San Juan, el área metropolitana de San Juan-Caguas-Guaynabo comprende 41 municipios, siendo San Juan la ciudad más poblada.